# Psycotre nerveuse
Psychotria nervosa
Espèce
La Psycotre nerveuse (Psychotria nervosa) est un arbuste de la famille des Rubiaceae originaire de la Jamaïque et de la Floride.
Ses feuilles sont persistantes, grandes, simples et ovales ; ses fleurs blanches sont groupées en panicules.
Appelées wild coffee en anglais (café sauvage), ses graines ne peuvent cependant pas être utilisées pour faire des boissons.